# Géza Toldi
Géza Toldi est un footballeur et un entraîneur hongrois de football né le 11 février 1909 à Budapest et mort le 16 août 1985 dans la même ville.

## Biographie
Géza Toldi joue au poste d'attaquant, principalement en faveur du Ferencváros TC. 
Il est international hongrois entre 1929 et 1940 : il marque 25 buts en 46 sélections.
Après-guerre, il effectue une carrière d'entraîneur. Il dirige ainsi l'équipe de Belgique en 1957 et 1958. 

## Palmarès
- 46 sélections et 25 buts avec l'équipe de Hongrie de 1929 à 1940.
- Champion de Hongrie en 1928, 1932, 1934, 1938 et 1940 avec le Ferencváros TC
- Champion du Danemark en 1956 et 1957 avec l'AGF Århus (en tant qu'entraîneur)